# Aegialia hardyi
Aegialia hardyi är en skalbaggsart som beskrevs av Gordon och Cartwright 1977. Aegialia hardyi ingår i släktet Aegialia och familjen Aegialiidae. Inga underarter finns listade i Catalogue of Life.